# John Barnes
John Charles Bryan Barnes MBE (11 de novembre de 1963) és un antic futbolista anglès de la dècada de 1980, jamaicà de naixement.
La major part de la seva carrera la passà entre Watford FC i Liverpool FC. Al final de la seva carrera també fou jugador a Newcastle United FC i Charlton Athletic.
Fou internacional amb la selecció d'Anglaterra amb la qual participà en la Copa del Món de futbol de 1986 i 1990.
Com a entrenador destacà al Celtic FC i a la selecció de Jamaica.

## Palmarès

### Jugador
Liverpool
- Football League First Division (2): 1987-88, 1989-90
- FA Cup (1): 1988-89
- Lliga Cup (1): 1994-95
- FA Charity Shield (3): 1988, 1989, 1990

### Entrenador
Jamaica
- Copa del Carib de futbol (1): 2008